# Rally Islas Canarias - El Corte Inglés
El Rally Islas Canarias es una prueba de rally que se celebra anualmente en la isla de Gran Canaria (España) desde el año 1977 y organizada en sus primeros años por la Escudería Drago y posteriormente por la escudería CD Todo Sport. Inicialmente se llamó Rally El Corte Inglés, apelativo que provenía de su principal patrocinador, hasta el año 2002 que pasó a llamarse Rally Islas Canarias. La prueba fue puntuable para el Campeonato de España de Rally y también lo ha sido en numerosas ocasiones para el Campeonato de Europa de Rally y para el IRC entre 2011 y 2012. En 2013 entró de nuevo en el calendario del campeonato europeo. La edición 2025 será puntuable para el Campeonato Mundial de Rally.

## Historia
El rally comenzó a disputarse en 1977 y en los años 1980 ya formaba parte del calendario del Campeonato de España y del Campeonato de Europa. El primer vencedor fue Medardo Pérez que ganó las dos primeras ediciones con un BMW 2002 Alpina. Posteriormente el francés Marc Etchebers hizo lo mismo en 1979 y 1980. El español Carlos Sainz protagonizó la década de 1980 al lograr cinco victorias consecutivas, entre 1985 y 1989 y con tres vehículos diferentes.
Los pilotos italianos Fabrizio Tabaton y Piero Liatti vencieron en 1990 y 1991 respectivamente, y el uruguayo Gustavo Trelles lo hizo en 1993; los tres con sendos Lancia Delta. Luego los españoles volvieron a vencer a partir de 1994. Entre 1995 y 2003, Islas Canarias tuvo coeficiente máximo en el Campeonato de Europa. En 1997 Jesús Puras ganó la primera de sus cuatro victorias logradas en Canarias, casi consecutivas, solo interrumpidas por el francés Gilles Panizzi en 1998 y Salvador Cañellas en 2002.
En 2004 y 2005, la prueba quedó fuera del Campeonato de Europa, y pasó a formar parte de la Copa de Europa Occidental, junto a Asturias y Azores ente otras. La carrera fue puntuable únicamente para el Campeonato de España desde 2006 hasta 2009. En 2008 el piloto local Luis Monzón consiguió su segunda victoria en la prueba catorce años después de la primera (1994).
A partir de 2010, la prueba ha sido puntuable para el IRC y luego el ERC. Los pilotos extranjeros dominaron de nuevo el rally con dos victorias para Jan Kopecký y una para Juho Hänninen.
En 2013 perdió la puntuabilidad para el campeonato de Europa debido al recorte presupuestario en gran parte por la falta de apoyo institucional aunque en 2016 nuevamente regresa al calendario continental.

## Palmarés
| Año     | Edición                                    | Piloto                | Copiloto               | Vehículo                   | Series           |
| ------- | ------------------------------------------ | --------------------- | ---------------------- | -------------------------- | ---------------- |
| 1977    | 1.º Rallye El Corte Inglés                 | Medardo Pérez         | Juan José Pérez Alonso | BMW 2002 Alpina            |                  |
| 1978    | 2.º Rallye El Corte Inglés                 | Medardo Pérez         | Juan José Alonso       | BMW 2002 Alpina            |                  |
| 1979    | 3.º Rallye El Corte Inglés                 | Marc Etchebers        | Christine Etchebers    | Porsche Carrera            | España           |
| 1980    | 4.º Rallye El Corte Inglés                 | Marc Etchebers        | Christine Etchebers    | Porsche 911 SC             | España           |
| 1981    | 5.º Rallye El Corte Inglés                 | Beny Fernández        | José Luis Sala         | Porsche 911 SC             | España           |
| 1982    | 6.º Rallye El Corte Inglés                 | Eugenio Ortiz         | Guillermo Barreras     | Renault 5 Turbo            | España, ERC      |
| 1983    | 7.º Rallye El Corte Inglés                 | Eugenio Ortiz         | Ramón Mínguez          | Renault 5 Turbo            | España, ERC      |
| 1984    | 8.º Rallye El Corte Inglés                 | Terry Kaby            | Kevin Gormley          | Nissan 240 RS              | España, ERC      |
| 1985    | 9.º Rallye El Corte Inglés                 | Carlos Sainz          | Antonio Boto           | Renault 5 Turbo            | España, ERC      |
| 1986    | 10.º Rallye El Corte Inglés                | Carlos Sainz          | Antonio Boto           | Renault 5 Maxi Turbo       | España, ERC      |
| 1987    | 11.º Rallye El Corte Inglés                | Carlos Sainz          | Antonio Boto           | Ford Sierra RS Cosworth    | España, ERC      |
| 1988    | 12.º Rallye El Corte Inglés                | Carlos Sainz          | Luis Moya              | Ford Sierra RS Cosworth    | España, ERC      |
| 1989    | 13.º Rallye El Corte Inglés                | Carlos Sainz          | Luis Moya              | Toyota Celica GT-Four      | España, ERC      |
| 1990    | 14.º Rallye El Corte Inglés                | Josep Bassas          | Antonio Rodríguez      | BMW M3                     | España, ERC      |
| 1991    | 15.º Rallye El Corte Inglés                | Fabrizio Tabaton      | Maurizio Imerito       | Lancia Delta Integrale 16V | España, ERC      |
| 1992    | 16.º Rallye El Corte Inglés                | Piero Liatti          | Luciano Tedeschini     | Lancia Delta HF Integrale  | España, ERC      |
| 1993    | 17.º Rallye El Corte Inglés                | Gustavo Trelles       | Jorge del Buono        | Lancia Delta HF Integrale  | CERA, ERC        |
| 1994    | 18.º Rallye El Corte Inglés                | Luís Monzón           | Nazer Ghuneim          | Ford Escort RS Cosworth    | CERA, ERC        |
| 1995    | 19.º Rallye El Corte Inglés                | José María Ponce      | Gaspar León            | BMW M3                     | CERA, ERC        |
| 1996    | 20.º Rallye El Corte Inglés                | José María Ponce      | Gaspar León            | Toyota Celica GT-Four      | CERA, ERC        |
| 1997    | 21.º Rallye El Corte Inglés                | Jesús Puras           | Carlos del Barrio      | Citroën ZX Kit Car         | CERA, ERC        |
| 1998    | 22.º Rallye El Corte Inglés                | Gilles Panizzi        | Hervé Panizzi          | Peugeot 306 Maxi           | CERA, ERC        |
| 1999    | 23.º Rallye El Corte Inglés                | Jesús Puras           | Marc Martí             | Citroën Xsara Kit Car      | CERA, ERC        |
| 2000    | 24.º Rallye El Corte Inglés                | Jesús Puras           | Marc Martí             | Citroën Xsara Kit Car      | CERA, ERC        |
| 2001    | 25.º Rallye El Corte Inglés                | Salvador Cañellas jr. | Alberto Sanchís        | SEAT Córdoba WRC E3        | CERA, ERC        |
| 2002    | 26.º Rally de Canarias-El Corte Inglés     | Jesús Puras           | Carlos del Barrio      | Citroën Xsara WRC          | CERA, ERC        |
| 2003    | 27.º Rally de Canarias-El Corte Inglés     | Miguel Campos         | Carlos Magalhães       | Peugeot 206 WRC            | CERA, ERC        |
| 2004    | 28.º Rally de Canarias-El Corte Inglés     | Enrique García Ojeda  | Raquel Fernández       | Peugeot 206 S1600          | CERA, ERC        |
| 2005    | 29.º Rally de Canarias-El Corte Inglés     | Joan Vinyes           | Xavi Lorza             | Peugeot 206 S1600          | CERA, ERC        |
| 2006    | 30.º Rally de Canarias-El Corte Inglés     | Miguel Ángel Fuster   | José Vicente Medina    | Renault Clio S1600         | CERA             |
| 2007    | 31.er Rally de Canarias-El Corte Inglés    | Miguel Ángel Fuster   | José Vicente Medina    | Fiat Grande Punto S2000    | CERA             |
| 2008    | 32.º Rally de Canarias-El Corte Inglés     | Luis Monzón           | José Carlos Déniz      | Peugeot 207 S2000          | CERA             |
| 2009    | 33.º Rally Islas Canarias-El Corte Inglés  | Armide Martín         | Alejandro Rodríguez    | Mitsubishi Lancer Evo IX   | CERA             |
| 2010    | 34.º Rally Islas Canarias-El Corte Inglés  | Jan Kopecký           | Petr Starý             | Škoda Fabia S2000          | CERA, IRC        |
| 2011    | 35.º Rally Islas Canarias-El Corte Inglés  | Juho Hänninen         | Mikko Markkula         | Škoda Fabia S2000          | CERA, IRC        |
| 2012    | 36.º Rally Islas Canarias-El Corte Inglés  | Jan Kopecký           | Paul Dresler           | Škoda Fabia S2000          | CERA, IRC        |
| 2013    | 37.º Rally Islas Canarias-El Corte Inglés  | Jan Kopecký           | Paul Dresler           | Škoda Fabia S2000          | CERA, ERC        |
| 2014    | 38.º Rally Islas Canarias-El Corte Inglés  | Didier Auriol         | Denis Giraudet         | Citroën Xsara WRC          | CERA             |
| 2015    | 39.º Rally Islas Canarias-El Corte Inglés  | Miguel Ángel Fuster   | Nacho Aviñó            | Porsche 997 GT3 RS 3.8     | CERA             |
| 2016    | 40.º Rally Islas Canarias-El Corte Inglés  | Alexey Lukyanuk       | Alexey Arnautov        | Ford Fiesta R5             | CERA, ERC        |
| 2017    | 41.er Rally Islas Canarias                 | Alexey Lukyanuk       | Alexey Arnautov        | Ford Fiesta R5             | CERA, ERC        |
| 2018    | 42.º Rally Islas Canarias                  | Alexey Lukyanuk       | Alexey Arnautov        | Ford Fiesta R5             | CERA, ERC        |
| 2019    | 43.º Rally Islas Canarias                  | Pepe López            | Borja Rozada           | Citroën C3 R5              | CERA, ERC, S-CER |
| 2020    | 44.º Rally Islas Canarias                  | Adrien Fourmaux       | Renaud Jamoul          | Ford Fiesta Rally2         | CERA, ERC, S-CER |
| 2021    | 45.º Rally Islas Canarias                  | Alexey Lukyanuk       | Alexey Arnautov        | Citroën C3 Rally2          | ERC, S-CER       |
| 2022    | 46.º Rally Islas Canarias                  | Nil Solans            | Marc Martí             | Volkswagen Polo GTI R5     | ERC              |
| 2023    | 47.º Rally Islas Canarias                  | Yoann Bonato          | Benjamin Boulloud      | Citroën C3 Rally2          | ERC, S-CER       |
| 2024    | 48.º Rally Islas Canarias                  | Yoann Bonato          | Benjamin Boulloud      | Citroën C3 Rally2          | ERC, S-CER       |
| 2025    | 49.º Rally Islas Canarias - Rally of Spain | Kalle Rovanperä       | Jonne Halttunen        | Toyota GR Yaris Rally1     | WRC              |
| Fuentes |                                            |                       |                        |                            |                  |